# Сольфрини, Марко
Марко Сольфрини (итал. Marco Solfrini; 30 января 1958, Брешиа, Ломбардия — 24 марта 2018, Парма, Эмилия-Романья) — итальянский баскетболист, серебряный призёр летних Олимпийских игр 1980 года в Москве.

## Карьера
Начал свою карьеру в клубе «Брешиа» в 1977 году. Через четыре года перешёл в клуб римский «Виртус», в котором играл до 1986 года. Сыграл один сезон 1986-1987 годов в клубе БК Удинезе, после чего перешёл в Fabriano Basket, где играл до 1990 года. Перешёл в клуб «Сиена», в котором и завершил свою игровую карьеру в 1993 году.
Скончался в 2018 году от сердечного приступа.